# Liste des cratères de la Lune, T-Z
Voici une partie de la liste des cratères de la Lune. Quand un cratère possède des cratères satellites, ceux-ci sont décrits dans l'article du cratère principal.

## T
| Cratère         | Diamètre | Éponyme                                              |
| --------------- | -------- | ---------------------------------------------------- |
| T. Mayer        | 33 km    | Tobias Mayer (1723-1762)                             |
| Tacchini        | 40 km    | Pietro Tacchini (1838-1905)                          |
| Tacitus         | 39 km    | Tacite (circa 55-120)                                |
| Tacquet         | 7 km     | André Tacquet (1612-1660)                            |
| Taizo           | 6 km     | (prénom masculin japonais)                           |
| Talbot          | 11 km    | William Henry Fox Talbot (1800-1877)                 |
| Tamm            | 38 km    | Igor Tamm (1895-1971)                                |
| Tannerus        | 28 km    | Adam Tanner (1572-1632)                              |
| Taruntius       | 56 km    | Lucius Taruntius Firmanus (vivant en 86 av. J.C.)    |
| Taylor          | 42 km    | Brook Taylor (1685-1731)                             |
| Tchebychev      | 178 km   | Pafnouti Tchebychev (1821-1894)                      |
| Tchernychev     | 58 km    | Nikolaï Tchernychevski (1906-1963)                   |
| Tebbutt         | 31 km    | John Tebbutt (1834-1916)                             |
| Teisserenc      | 62 km    | Léon Philippe Teisserenc de Bort (1855-1913)         |
| Tempel          | 45 km    | Ernst Wilhelm Tempel (1821-1889)                     |
| Ten Bruggencate | 59 km    | Paul ten Bruggencate (1901-1961)                     |
| Tereshkova      | 31 km    | Valentina Tereshkova (1937-)                         |
| Tesla           | 43 km    | Nikola Tesla (1856-1943)                             |
| Thales          | 31 km    | Thalès de Milet (circa 636-546 Av. J.-C.)            |
| Theaetetus      | 24 km    | Théétète d'Athènes (circa 380 Av. J.-C.)             |
| Thebit          | 56 km    | Thabit ibn Qurra (826-901)                           |
| Theiler         | 7 km     | Max Theiler (1899-1972)                              |
| Theon Junior    | 17 km    | Théon d'Alexandrie (circa 380)                       |
| Theon Senior    | 18 km    | Théon de Smyrne (circa 100)                          |
| Theophilus      | 110 km   | Théophile d'Alexandrie (Ap. J.-C. 412)               |
| Theophrastus    | 9 km     | Théophraste (372-287 Av. J.-C.)                      |
| Thiel           | 32 km    | Walter Thiel (1910-1943)                             |
| Thiessen        | 66 km    | Georg Heinrich Thiessen (1914-1961)                  |
| Thomson         | 117 km   | Joseph John Thomson (1856-1940)                      |
| Tikhomirov      | 65 km    | Nikolaj Ivanovich Tikhomirov (1860-1930)             |
| Tikhov          | 83 km    | Gavriil Adrianovich Tikhov (1875-1960)               |
| Tiling          | 38 km    | Reinhold Tiling (1890-1933)                          |
| Timaeus         | 32 km    | Timée de Tauroménion (circa 400 av. J.-C.)           |
| Timiryazev      | 53 km    | Kliment Arkadyevich Timiryazev (1843-1920)           |
| Timocharis      | 33 km    | Timocharis d'Alexandrie (vivant circa 280 av. J.-C.) |
| Tiselius        | 53 km    | Arne Wilhelm Kaurin Tiselius (1902-1971)             |
| Tisserand       | 36 km    | François Félix Tisserand (1845-1896)                 |
| Titius          | 73 km    | Johann Daniel Titius (1729-1796)                     |
| Titov           | 31 km    | Gherman Titov (1935-2000)                            |
| Tolansky        | 13 km    | Samuel Tolansky (1907-1973)                          |
| Torricelli      | 22 km    | Evangelista Torricelli (1608-1647)                   |
| Toscanelli      | 7 km     | Paolo Dal Pozzo Toscanelli (1397-1482)               |
| Townley         | 18 km    | Sidney Dean Townley (1867-1946)                      |
| Tralles         | 43 km    | Johann Georg Tralles (1763-1822)                     |
| Triesnecker     | 26 km    | Franz de Paula Triesnecker (1745-1817)               |
| Trouvelot       | 9 km     | Étienne Léopold Trouvelot (1827-1895)                |
| Trumpler        | 77 km    | Robert Jules Trumpler (1866-1956)                    |
| Tsander         | 181 km   | Friedrich Arturowitsch Zander (1887-1933)            |
| Tseraskiy       | 56 km    | Vitol'd Karlovic Tseraskiy (Ceraski) (1849-1925)     |
| Tsinger         | 44 km    | Nikolaj Yakovlevich Tsinger (Zinger) (1842-1918)     |
| Tsiolkovskiy    | 185 km   | Constantin Tsiolkovski (1857-1935)                   |
| Tsu Chung-Chi   | 28 km    | Zu Chongzhi (430-501)                                |
| Tucker          | 7 km     | Richard Hawley Tucker (en) (1859-1952)               |
| Turner          | 11 km    | Herbert Hall Turner (1861-1930)                      |
| Tycho           | 102 km   | Tycho Brahe (1546-1601)                              |
| Tyndall         | 18 km    | John Tyndall (1820-1893)                             |

## U
| Cratère     | Diamètre | Éponyme                            |
| ----------- | -------- | ---------------------------------- |
| Ukert       | 23 km    | Friedrich August Ukert (1780-1851) |
| Ulugh Beigh | 54 km    | Ulugh Beg (1394-1449)              |
| Urey        | 38 km    | Harold Urey (1893-1981)            |

## V
| Cratère        | Diamètre | Éponyme                                        |
| -------------- | -------- | ---------------------------------------------- |
| Väisälä        | 8 km     | Yrjö Väisälä (1891-1971)                       |
| Valier (en)    | 67 km    | Max Valier (1895-1930)                         |
| van Albada     | 21 km    | Gale Bruno van Albada (1912-1972)              |
| Van Biesbroeck | 9 km     | George Van Biesbroeck (1880-1974)              |
| Van de Graaff  | 233 km   | Robert Van de Graaff (1901-1967)               |
| Van den Bergh  | 42 km    | George van den Bergh (1890-1966)               |
| van den Bos    | 22 km    | Willem Hendrik van den Bos (1896-1974)         |
| Van der Waals  | 104 km   | Johannes van der Waals (1837-1923)             |
| Van Gent       | 43 km    | Hendrik van Gent (1900-1947)                   |
| Van Maanen     | 60 km    | Adriaan van Maanen (1884-1946)                 |
| van Rhijn      | 46 km    | Pieter Johannes van Rhijn (1886-1960)          |
| Van Vleck      | 31 km    | John Monroe Van Vleck (1833-1912)              |
| Van Wijk       | 32 km    | Uco van Wijk (1924-1966)                       |
| van 't Hoff    | 92 km    | Jacobus Henricus van 't Hoff (1852-1911)       |
| Vasco da Gama  | 83 km    | Vasco da Gama (1469-1524)                      |
| Vashakidze     | 44 km    | Mikheil Alexandres dze Vashakidze (1909-1956)  |
| Vavilov        | 98 km    | Nikolai Vavilov (1887-1943)                    |
| Vavilov        | 98 km    | Sergei Ivanovich Vavilov (1891-1951)           |
| Vega           | 75 km    | Jurij Vega (1754-1802)                         |
| Vendelinus     | 131 km   | Godefroid Wendelin (1580-1667)                 |
| Vening Meinesz | 87 km    | Felix Andries Vening Meinesz (1887-1966)       |
| Ventris        | 95 km    | Michael Ventris (1922-1956)                    |
| Vera           | 2 km     | (prénom féminin)                               |
| Vernadskiy     | 91 km    | Vladimir Ivanovich Vernadsky (1863-1945)       |
| Verne          | 2 km     | (Jules Verne)                                  |
| Vertregt       | 187 km   | Marinus Vertregt (1897-1973)                   |
| Very           | 5 km     | Frank Washington Very (1852-1927)              |
| Vesalius       | 61 km    | Andreas Vesalius (1514-1564)                   |
| Vestine        | 96 km    | Ernest Harry Vestine (1906-1968)               |
| Vetchinkin     | 98 km    | Vladimir Petrovich Vetchinkin (1888-1950)      |
| Vieta          | 87 km    | François Viète (1540-1603)                     |
| Vil'ev         | 45 km    | Mikhaïl Viliev (1893-1919)                     |
| Virchow        | 16 km    | Rudolph Ludwig Karl Virchow (1821-1902)        |
| Virtanen       | 44 km    | Artturi Ilmari Virtanen (1895-1973)            |
| Vitello        | 42 km    | Vitellion (1210-1285)                          |
| Vitruve        | 29 km    | Vitruve (vivant circa 25 Av. J.-C.)            |
| Viviani        | 26 km    | Vincenzo Viviani (1622-1703)                   |
| Vlacq          | 89 km    | Adriaan Vlacq (circa 1600-1667)                |
| Vogel          | 26 km    | Hermann Carl Vogel (1841-1907)                 |
| Volkov (en)    | 40 km    | Vladislav Volkov (1935-1971)                   |
| Volta          | 123 km   | Alessandro Volta (1745-1827)                   |
| Volterra (en)  | 52 km    | Vito Volterra (1860-1940)                      |
| von Behring    | 38 km    | Emil Adolf von Behring (1854-1917)             |
| von Békésy     | 96 km    | Georg von Békésy (1899-1972)                   |
| von Braun      | 60 km    | Wernher von Braun (1912-1977)                  |
| Von der Pahlen | 56 km    | Baron Emanuel von der Pahlen (1882-1952)       |
| Von Kármán     | 180 km   | Theodore von Karman (1881-1963)                |
| von Neumann    | 78 km    | John von Neumann (1903-1957)                   |
| Von Zeipel     | 83 km    | Edvard Hugo von Zeipel (1873-1959)             |
| Voskresenskiy  | 49 km    | Leonid Alexandrovich Voskresenskiy (1913-1965) |

## W
| Cratère        | Diamètre | Éponyme                                           |
| -------------- | -------- | ------------------------------------------------- |
| W. Bond (en)   | 156 km   | William Cranch Bond (1789-1859)                   |
| Walker         | 32 km    | Joseph Albert Walker (1921-1966)                  |
| Wallace        | 26 km    | Alfred Russel Wallace (1823-1913)                 |
| Wallach        | 6 km     | Otto Wallach (1847-1931)                          |
| Walter         | 1 km     | (prénom masculin)                                 |
| Walther        | 128 km   | Bernard Walther (1430-1504)                       |
| Wan-Hoo        | 52 km    | Wan Hu (circa 1500)                               |
| Wargentin (en) | 84 km    | Pehr Wilhelm Wargentin (1717-1783)                |
| Warner         | 35 km    | Worcester Reed Warner (en) (1846-1929)            |
| Waterman       | 76 km    | Alan Tower Waterman (1892-1967)                   |
| Watson         | 62 km    | James Craig Watson (1838-1880)                    |
| Watt           | 66 km    | James Watt (1736-1819)                            |
| Watts          | 15 km    | Chester Burleigh Watts (1889-1971)                |
| Webb           | 21 km    | Thomas William Webb (1806-1885)                   |
| Weber          | 42 km    | Wilhelm Weber (1804-1891)                         |
| Wegener        | 88 km    | Alfred Wegener (1880-1930)                        |
| Weierstrass    | 33 km    | Karl Weierstrass (1815-1897)                      |
| Weigel         | 35 km    | Erhard Weigel (1625-1699)                         |
| Weinek         | 32 km    | Ladislaus Weinek (1848-1913)                      |
| Weiss          | 66 km    | Edmund Weiss (1837-1917)                          |
| Werner         | 70 km    | Johann Werner (1468-1528)                         |
| Wexler         | 51 km    | Harry Wexler (1911-1962)                          |
| Weyl           | 108 km   | Hermann Weyl (1885-1955)                          |
| Whewell        | 13 km    | William Whewell (1794-1866)                       |
| White (en)     | 39 km    | Edward White (1930-1967)                          |
| Wichmann       | 10 km    | Moritz Ludwig George Wichmann (1821-1859)         |
| Widmannstätten | 46 km    | Alois von Beckh-Widmannstätten (1753-1849)        |
| Wiechert       | 41 km    | Emil Johann Wiechert (1861-1928)                  |
| Wiener         | 120 km   | Norbert Wiener (1894-1964)                        |
| Wildt (en)     | 11 km    | Rupert Wildt (1905-1976)                          |
| Wilhelm        | 106 km   | Guillaume IV de Hesse (1532-1592)                 |
| Wilkins (en)   | 57 km    | Hugh Percy Wilkins (1896-1960)                    |
| Williams       | 36 km    | Arthur Stanley Williams (en) (1861-1938)          |
| Wilsing        | 73 km    | Johannes Wilsing (1856-1943)                      |
| Wilson         | 69 km    | Alexander Wilson (1714-1786)                      |
| Wilson         | 69 km    | Charles Thomson Rees Wilson (1869-1959)           |
| Wilson         | 69 km    | Ralph Elmer Wilson (1886-1960)                    |
| Winkler        | 22 km    | Johannes Winkler (1897-1947)                      |
| Winlock        | 64 km    | Joseph Winlock (1826-1875)                        |
| Winthrop (en)  | 17 km    | John Winthrop (1714-1779)                         |
| Wöhler         | 27 km    | Friedrich Wöhler (1800-1882)                      |
| Wolf           | 25 km    | Maximilian Wolf (1863-1932)                       |
| Wollaston      | 10 km    | William Hyde Wollaston (1766-1828)                |
| Woltjer        | 46 km    | Jan Woltjer (1891-1946)                           |
| Wood           | 78 km    | Robert Williams Wood (1868-1955)                  |
| Wright         | 39 km    | Frederick Eugene Wright (1877-1953)               |
| Wright         | 39 km    | Thomas Wright (1711-1786)                         |
| Wright         | 39 km    | William Hammond Wright (1871-1959)                |
| Wróblewski     | 21 km    | Sigmund von Wróblewski (1845-1888)                |
| Wrottesley     | 57 km    | John Wrottesley, 2nd Baron Wrottesley (1798-1867) |
| Wurzelbauer    | 88 km    | Johann Philipp von Wurzelbauer (1651-1725)        |
| Wyld           | 93 km    | James Hart Wyld (1913-1953)                       |

## X
| Cratère    | Diamètre | Éponyme                                   |
| ---------- | -------- | ----------------------------------------- |
| Xenophanes | 125 km   | Xénophane de Colophon (570-480 Av. J.-C.) |
| Xenophon   | 25 km    | Xenophon (427-355 Av. J.-C.)              |

## Y
| Cratère    | Diamètre | Éponyme                                    |
| ---------- | -------- | ------------------------------------------ |
| Yablochkov | 99 km    | Pavel Nikolayevich Yablochkov (1847-1894)  |
| Yakovkin   | 37 km    | Avenir Aleksandrovich Yakovkin (1887-1974) |
| Yamamoto   | 76 km    | Issei Yamamoto (1889-1959)                 |
| Yanguel    | 8 km     | Mikhail Yanguel (1911-1971)                |
| Yerkes     | 36 km    | Charles Tyson Yerkes (1837-1905)           |
| Yoshi      | 1 km     | (prénom masculin japonais)                 |
| Young      | 71 km    | Thomas Young (1773-1829)                   |

## Z
| Cratère    | Diamètre | Éponyme                                          |
| ---------- | -------- | ------------------------------------------------ |
| Zach       | 70 km    | Franz Xaver von Zach (1754-1832)                 |
| Zagut      | 84 km    | Abraham Ben Samuel Zagut (circa 1450-circa 1522) |
| Zähringer  | 11 km    | Joseph Zähringer (1929-1970)                     |
| Zanstra    | 42 km    | Herman Zanstra (1894-1972)                       |
| Zasyadko   | 11 km    | Alexander Dmitrievich Zasyadko (1779-1837)       |
| Zeeman     | 190 km   | Pieter Zeeman (1865-1943)                        |
| Zelinskiy  | 53 km    | Nikolay Zelinskiy (1861-1953)                    |
| Zeno       | 65 km    | Zénon de Citium (circa 335-263 Av. J.-C.)        |
| Zernike    | 48 km    | Frederik Zernike (1888-1966)                     |
| Zhiritskiy | 35 km    | Georgiy Sergeevich Zhiritskiy (1893-1966)        |
| Zhukovskiy | 81 km    | Nikolaï Iegorovitch Joukovski (1847-1921)        |
| Zinner     | 4 km     | Ernst Zinner (1886-1970)                         |
| Zöllner    | 47 km    | Johann Karl Friedrich Zöllner (1834-1882)        |
| Zsigmondy  | 65 km    | Richard Adolf Zsigmondy (1865-1929)              |
| Zucchius   | 64 km    | Niccolò Zucchi (1586-1670)                       |
| Zupus      | 38 km    | Giovanni Battista Zupi (v. 1590-1650)            |
| Zwicky     | 150 km   | Fritz Zwicky (1898-1974)                         |